# Гильбоа, Михаэль
Михаэль Гильбоа — израильский радиожурналист.

## Биография
Михаиль Герцман (Гильбоа) родился в 1946 г. в Черновцах. Закончил музыкальное училище. В 1969 г. репатриировался в Израиль. Поступил в музыкальную Академию им. Рубина., а с 1970 г. начал работать на государственной радиостанции «Голос Израиля» (на иврите קול ישראל — «Коль Исраэль») — сначала в отделе передач на русском языке, а с 1991 года на радиостанции РЭКА, где занимал посты заместителя главного редактора, зав. сектора новостных программ, а затем (с 2010 по 2012 гг.) главного редактора и директора. Выйдя в 2012 г. на пенсию, активно продолжал заниматься журналистикой и общественной деятельностью: регулярно выступал в израильских русскоязычных СМИ, создал и возглавил Ассоциацию русскоязычных журналистов Израиля. В июле 2022 г. из-за резкого ухудшения состояния (предположительно, в силу осложнения после заражения Covid19) был госпитализирован в больницу «Меир» в г. Кфар-Саба, где был введен в медикаментозную кому и скончался 25 июля 2022 г.

## Творческий путь
В 70-е и 80-е гг. XX века Михаэль Гильбоа был в прямом смысле «голосом Израиля» для тысяч и тысяч евреев СССР, слушавших передачи одноимённой радиостанции, пробивавшиеся сквозь «глушилки». В 1991 году, с началом Войны в Персидском заливе, когда численность репатриантов, прибывших за 2-3 года из уже бывшего СССР, достигла миллиона человек, а ивритом — государственным языком Израиля — многие из них ещё не владели совсем или владели недостаточно для получения необходимой информации, было решено создать радиостанцию РЭКА. Одним из инициаторов создания радиостанции и ведущих журналистов с первых минут её существования стал Михаэль Гильбоа. За ним закрепились прозвища «Голос Алии» и «Израильский Левитан».
На радио РЭКА он в течение полутора десятилетий был редактором и ведущим программ «Журналистский парламент», «Круглый стол», «Разговор начистоту», «Спортивный дневник» и «Журнал актуальных событий».

## Общественная деятельность
Михаэль Гильбоа был создателем и, до самой смерти, бессменным руководителем Ассоциации русскоязычных журналистов Израиля. Он также был активистом и членом правления общественной организации (движения) «За достойное будущее» (отстаивающей права малообеспеченных и пожилых репатриантов — на иврите חזית הכבוד — «Хазит а-кавод»).